# 法里德·扎卡利亞
法里德·扎卡利亞（发音为/fəˈriːd zəˈkɑriə/；1964年1月20日—）是美國著名印度裔記者、時事評論家和作家，他現在是《時代雜誌》主編、CNN人氣時事評論節目《法里德·扎卡利亞的環球公共廣場》（Fareed Zakaria GPS）的製片人及主持人。他的節目和文章，多以分析和評論世界各國的經濟、政治局勢而聞名。

## 早年
法里德·扎卡利亞於1964年出生於印度孟買的一個穆斯林貴族家庭，他的父親Rafiq Zakaria曾是印度國大黨中的一名知識份子；母親Fatima Zakaria亦是一名記者，曾經作為編輯就職于《印度時報》。法里德·扎卡利亞雖然成長於穆斯林家庭，但是他自小受到父母影響而大量接觸西方文化，包括基督教在內。
他畢業於位於孟買的“大教堂和約翰卡農學校”（Cathedral and John Connon School）后，即在家族的支持下遠赴美國耶魯大學，取得耶魯大學文學士學位。在耶魯期間，他還曾是“耶魯政治聯盟”旗下雜誌《耶魯政治月刊》（Yale Political Monthly）的主編。1993年，他在哈佛大學取得政治學博士學位。

## 職業生涯
當法里德·扎卡利亞於哈佛大學攻讀博士學位期間，他曾參與了學校對美國外交的指導性研究課題，幷於1992年成為《外交》雜誌的主編。2000年10月，他被邀請成為《新聞週刊》國際版的編輯，主要負責採訪外交事務和撰寫當周的外交評論文章。這種工作狀態一直持續到2010年，2010年8月，他被邀請為《時代雜誌》特約評論員和專欄作家。此外，他還曾經分別是《紐約時報》、《華爾街日報》、《紐約客》的專欄作家，在這個期間撰寫過大量得到政治、經濟界一致好評的評論文章，影響深遠。
1998年，他撰寫的《從財富到權力》（From Wealth to Power）經由普林斯頓大學出版，廣受好評，後來翻譯成幾十個國家的語言版本，令他在海外聲名大噪。而後他再次撰寫《自由的未來》（The Future of Freedom），書中闡述和分析美國以及其他西方國家在政治，外交方面未來的趨勢和發展。2008年他出版的《后美國的世界》（The Post-American World）在全球熱賣，書中詳細分析了幾個發展中國家在各個領域對如今的世界格局產生的影響和變化，甚至於前美國總統巴拉克·奧巴馬亦將此書作為他的隨身讀物。
2007年，他被《外交》和《前景》（Prospect）雜誌評為100名世界上最具影響力的公共知識份子之一。
法里德·扎卡利亞曾於2002年至2007年在美國廣播公司的人氣節目《這一周》（This week）中擔當新聞評論員，他亦於2005年至2008年在公共電視網監製并主持財經類節目《扎卡利亞與外匯市場》。2008年6月，他在CNN推出了熱播節目《法里德·扎卡利亞的環球公共廣場》（Fareed Zakaria GPS）,於美國東部時間週日上午10點至下午1點在CNN首播。
2012年8月10日，扎卡利亞承认在替《时代》杂志写的一篇谈论枪支管制的专栏中抄袭了《纽约客》另一篇专栏的一段文字而向公众致歉，同时CNN与《时代雜誌》宣布将其暂时停职。

## 評論風格

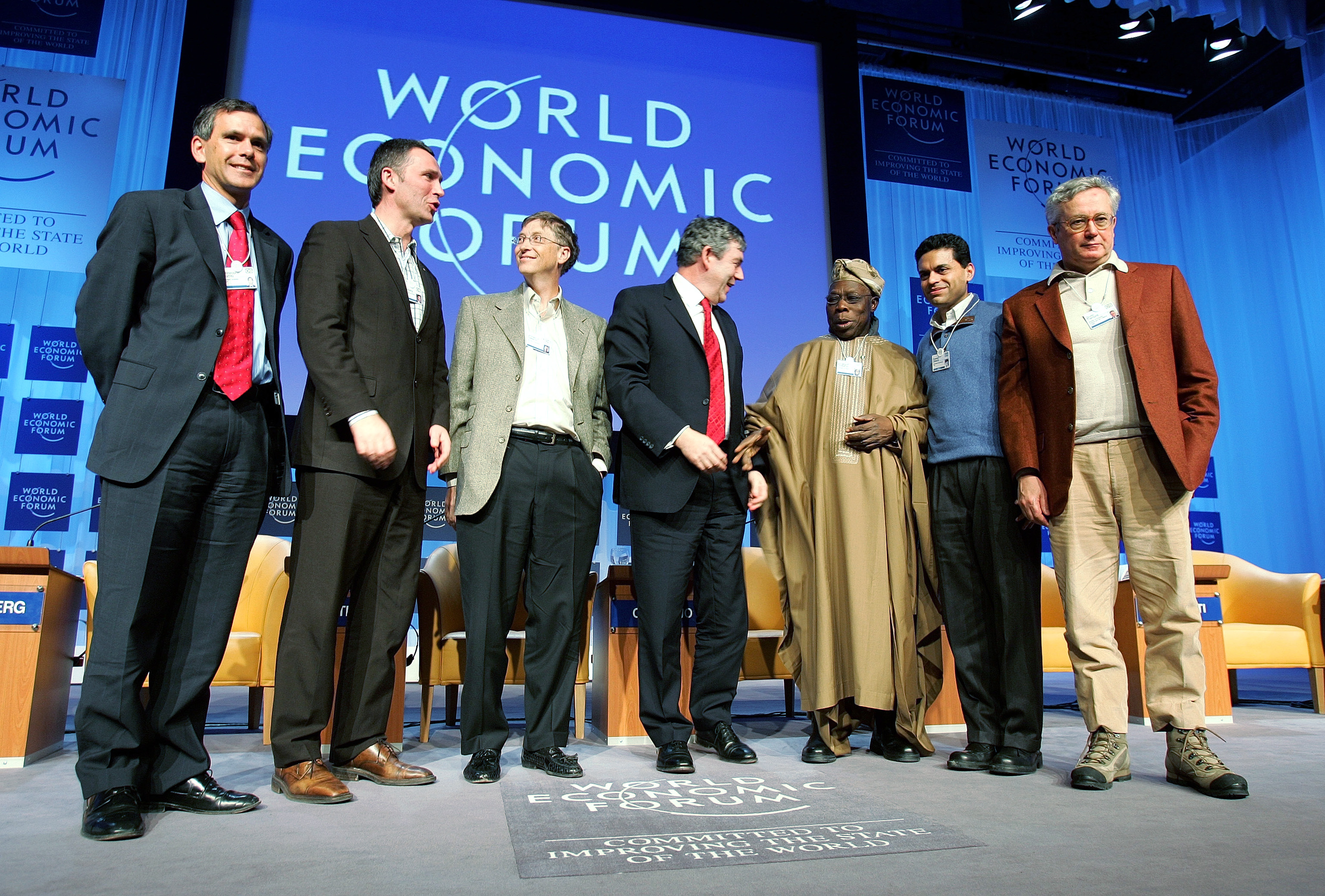
法里德·扎卡利亞在2006年瑞士達沃斯世界經濟論壇, (右二)

法里德·扎卡利亞被認為是一個沒有任何政治信仰的自由主義評論員。他於2009年1月被福布斯雜誌評選為世界上25個最具影響力的美國新聞界自由派人士之一。他曾支持奧巴馬參選2008年的民主黨初選以及後來的總統大選。 扎卡利亞曾經對傳媒表示，他儘量避免受到任何一個政治思想的影響——“我認為這就是我工作的一部份，我沒有任何選擇。”
在九一一恐怖襲擊后，法里德·扎卡利亞曾在《新聞週刊》發表文章——《他們爲什麽恨我們？》（Why They Hate Us?）。他在文章中認為，伊斯蘭極端主義的根源來自于阿拉伯世界對於長期專政體制的失敗，并開始嘗試西方式的維新體制，產生了一個反宗教、暴利和日益全球化的社會，而一些民族主義者希望保留更多屬於他們傳統上的自由。
扎卡利亞在2003年的伊拉克戰爭初期曾採取支持的態度，他曾表示“伊拉克是一個危險的地方，亂的就像一鍋粥一樣，美國在那裡參與其中是一件好事”。當美軍佔領伊拉克后，他經常在傳媒上發表評論，譴責薩達姆·侯賽因時代的政治體制。但其後他開始改變觀點，認為美國軍隊在伊拉克的管制費用太高，并反對於2007年3月的增兵方案；他認為，美國在伊拉克的工作重點應該放在政治上而不是軍事上，并建議華盛頓政府應該以政治手腕來斡旋什葉派、遜尼派和庫爾德人之間的衝突。他甚至強調，「在沒有憲政自由主義背景的分裂社會中，引進民主政治，實際上是助長了民族主義、種族衝突、甚至戰爭」。
扎卡利亞曾於2008年9月30日在世界經濟論壇中訪問中華人民共和國總理溫家寶，其中當他拿出1989年時任中國共產黨中央委員會辦公廳主任的溫家寶於六四天安門事件中陪同中國共產黨中央委員會總書記趙紫陽看望學生的照片、并詢問溫家寶從中學到了什麽時，溫家寶回答“中國在經濟改革的同時亦需要政治改革，因為我們的發展需要全面的發展，改革亦需要全方位的改革”。溫家寶不同以往北京當局高官在回答六四問題時的迴避，在當年成為中國網民熱衷討論的話題，而扎卡利亞在訪談后的節目中表示溫家寶是他看過、閱讀過中共領導人中最為開放的一位，扎卡利亞的名字在此次訪談后亦迅速被華人社會一些網民所熟知。

## 獎項與影響
2008年3月20日，法里德·扎卡利亞在紐約被印度政府授予年度海外最傑出印裔人士。2010年1月，他被印度政府授予莲花装勋章。他還分別獲得過邁阿密大學的奧柏林學院、貝茨學院和美國布朗大學的荣誉学位。
法里德·扎卡利亞對政治和經濟的時事評論被美國許多政經界知名人士所認同，前美國國務卿康多莉扎·賴斯曾評價他為“熟知世界上每一個角落的人”，奧巴馬亦將他的著作視為隨身攜帶讀物。